# Pluto som driftkucku
Pluto som driftkucku (engelska: Food for Feudin') är en amerikansk animerad kortfilm med Pluto från 1950.

## Handling
Piff och Puff har fyllt ett ihåligt träd med nötter – samma träd som Pluto stoppat in ett hundben i. Så småningom bryter en lavin av nötter ut som till slut hamnar i Plutos hundkoja. När Pluto inte vill ge tillbaka nötterna till Piff och Puff får de komma på ett sätt att få tillbaka dem.

## Om filmen
Filmen hade svensk premiär den 3 december 1951 på Sture-Teatern i Stockholm och ingick i kortfilmsprogrammet Kalle Ankas gästabud tillsammans med sex kortfilmer till; Kalle Anka visar lejonklon, Skandal i hönsgården, Alice i Disneyland, Tummeliten, älgarnas herre, Symfoni på stallbacken och Kalle Anka jagar tjuvar.
Filmen visades även som separat kortfilm den 11 februari 1952, denna gång på biografen Spegeln, även den ligger i Stockholm.
Filmen finns sedan 1999 dubbad till svenska och har getts ut på VHS och DVD, denna gång med titeln Mat så klart.

## Rollista
| Roll  | Originalröst    | Svensk röst     |
| Pluto | Pinto Colvig    | ingen röst      |
| Piff  | James MacDonald | Monica Forsberg |
| Puff  | Dessie Flynn    | Bertil Engh     |